# Tallium-ciklopentadienid
A tallium-ciklopentadienid egy szerves talliumvegyület, képlete C5H5Tl. Sárga színű, szilárd anyag. Oldhatatlan a legtöbb szerves oldószerben, de jól szublimál. Hasznos átmenetifém-prekuzora a ciklopentadién-vegyületeknek és a szerves ciklopentadién-származékoknak.

## Előállítása
Tallium-szulfát, nátrium-hidroxid és ciklopentadién reakciójával lehet előállítani:
Tl2SO4 + 2 NaOH → 2 TlOH + Na2SO4
TlOH + C5H6 → TlC5H5 + H2O

## Alkalmazása
A legtöbbi  ciklopentadienil transzfer reagenshez képest – például nátrium-ciklopentadienid, CpMgBr és Cp2Mg –, a tallium-ciklopentadienid kevésbé érzékeny a levegőre, és gyengébb redukálószer.

## Fordítás
Ez a szócikk részben vagy egészben  a   Cyclopentadienylthallium című angol Wikipédia-szócikk fordításán alapul.  Az eredeti cikk szerkesztőit annak laptörténete sorolja fel. Ez a jelzés csupán a megfogalmazás eredetét és a szerzői jogokat jelzi, nem szolgál a cikkben szereplő információk forrásmegjelöléseként.